# Baptiste Moirot
Baptiste Moirot, surnommé T'es pas net, Baptiste, né le 31 mars 1995, est un influenceur web,, et pâtissier français. Devenu célèbre en 2017 à travers une vidéo virale tournée dans sa chambre, il revient sur le devant de la scène en 2024 après son annonce en tant que porteur de la flamme olympique des Jeux de 2024 à Paris. Il finit par y renoncer à la suite d'une vague d'accusations de harcèlement et d'agressions sexuelles qu'il aurait commis sur des mineures.

## Star des réseaux sociaux
En 2017, Baptiste Moirot, originaire de la Drôme, atteint la célébrité sur les réseaux sociaux en raison d'une vidéo diffusée en direct sur Facebook,. On le voit agenouillé dans sa chambre, vêtu d'un caleçon en train de manipuler des objets enflammés. Ses parents font alors irruption dans sa chambre et sa mère, épouvantée, prononce une réplique depuis devenue culte : « Mais t'es pas net Baptiste ! », ce à quoi il répond « Mais si, j'suis très net ! »,,. La vidéo et ses répliques sont alors reprises massivement, devenant un mème Internet.
En 2021, Baptiste Moirot avouera s'être administré des somnifères, le plongeant dans un état second lors de la vidéo,.

## Flamme olympique
Dès 2017, des centaines de milliers d'internautes se rassemblent sur un évènement Facebook pour demander que Baptiste Moirot allume la flamme olympique. Une autre pétition rassemble plus de 70 000 signatures.
En 2023, Baptiste multiplie les publications sur les réseaux sociaux laissant entendre qu'il serait en contact avec l'organisation des jeux olympiques.
Le 10 avril 2024, le Comité d'organisation des Jeux olympiques annonce officiellement la désignation de Baptiste Moirot comme porteur de la flamme olympique pour les Jeux de 2024 à Paris. En quelques heures, la vidéo de présentation publiée sur X le mettant en scène portant la flamme est visionnée plus de neuf millions de fois.

## Accusations de violences sexuelles
Après qu'il a été accusé par plusieurs internautes d’avoir envoyé des messages à caractère sexuel à des mineures, et en accord avec le Comité d’organisation, il décide de se retirer du relais. En effet, il est notamment accusé d'avoir eu des conversations à caractère sexuel avec plusieurs filles âgées de 12 et de 15 ans et d'avoir agressé sexuellement une autre de 18 ans dans un skatepark,.

## Vie privée
Baptiste Moirot est père de famille. Photographe amateur, il est également pâtissier.